# سیارک ۱۵۵۱۱۶
سیارک ۱۵۵۱۱۶ (به انگلیسی: 155116 Verkhivnya، نامگذاری:2005TJ49) صد و پنجاه و پنج هزار و صد و شانزدهمین سیارک کشف شده‌است که در ۸ اکتبر ۲۰۰۵ کشف شد.